# انتونیو بتانکورت
انتونیو بتانکورت (انگلیسی: Antonio Betancort; ۱۳ مارس ۱۹۳۷ – ۱۵ مارس ۲۰۱۵) بازیکن فوتبال اهل اسپانیا بود.
از باشگاه‌هایی که در آن بازی کرده‌است می‌توان به باشگاه فوتبال لاس پالماس، باشگاه فوتبال دپورتیوو لاکرونیا، و باشگاه فوتبال رئال مادرید اشاره کرد.
وی همچنین در تیم ملی فوتبال اسپانیا بازی کرده‌است.